# Ras Doumeira
Ras Doumeira (rt Doumeira, Somali: Raas Dumeera je geografski rt koji se pruža u Crveno more, prema otočju Doumeira. Područje se nalazi na granici Džibutija i Eritreje na sjeveru Džibutija i također graniči s Eritrejom, a bilo je predmet graničnog spora između dviju zemalja 2008. godine. U rujnu 2018., deset godina nakon sukoba, objavljeno je da su Džibuti i Eritreja pristali normalizirati svoje odnose.